# 社会青年
社会青年原为和学生相对的概念，用来指有工作的青年。
后来此词的用法发生了巨大的变化，不再和“学生”相对，成为赋闲在家的青年，甚至是有黑社会背景者的正式的、轻蔑的称呼；但是原来的用法仍然被小范围的保留。